# Martin Chemnitz
Pour les articles homonymes, voir Chemnitz (homonymie).
Martin Chemnitz (né le 9 novembre 1522 à Treuenbrietzen, mort le 8 avril 1586 à Brunswick), Chemnitius est un théologien protestant.

## Ouvrages
- Examen concilii Tridenlini, Francfort, 1585, 4 volumes in-folio ;
- Traité des indulgences, traduit du latin en français, Genève, 1599 ;
- Harmonia evangelica, Francfort-sur-le-Mein, 1600 à 1611 ;
- Theologia Jesuitarum, La Rochelle, 1589.

## Source
Cet article comprend des extraits du Dictionnaire Bouillet. Il est possible de supprimer cette indication, si le texte reflète le savoir actuel sur ce thème, si les sources sont citées, s'il satisfait aux exigences linguistiques actuelles et s'il ne contient pas de propos qui vont à l'encontre des règles de neutralité de Wikipédia.